# Piotr Selim
Piotr Selim, właśc. Piotr Chilimoniuk (ur. 5 sierpnia 1973 w Parczewie) – polski muzyk, pianista, wokalista i kompozytor. Absolwent lubelskiej Państwowej Szkoły Muzycznej I i II st. im. Karola Lipińskiego (1992) oraz łódzkiej Akademii Muzycznej – Wydział Wykonawstwa Instrumentalnego i Wokalno-Aktorskiego, Katedra Fortepianu (1997). W roku 2007 obronił na tej samej uczelni swój Doktorat "Między zapisem autorskim, a wykonaniem estradowym – przestrzeń dowolności w pedalizacji utworów fortepianowych na przykładzie: Sonaty C-dur op.2 nr 3 L. van Beethovena, Sonaty f-moll J. Brahmsa i VII Sonaty S. Prokofjewa". Pracownik dydaktyczno-naukowy UMCS w Lublinie, na Wydziale Artystycznym. Współzałożyciel, pianista i wokalista lubelskiego zespołu Federacja. Współzałożyciel kwintetu "Tanquillo" specjalizującego się w wykonywaniu muzyki Astora Piazzolli.

## Dorobek artystyczny (ważniejsze fakty)
Muzyka poważna:
- lubelskie prawykonanie Koncertu Fortepianowego Des-dur Arama Chaczaturiana, Koncertu d-moll na dwa fortepiany F. Poulenca i "Błękitnej Rapsodii" George'a Gershwina z Orkiestrą Kameralną oraz Orkiestrą Symfoniczną Filharmonii Lubelskiej im. H. Wieniawskiego[1].
- przewodniczący jury konkursów pianistycznych w Zamościu i Puławach.
- współorganizator koncertów w środowisku akademickim – koncertów z udziałem studentów i pracowników Zakładu Pedagogiki Instrumentalnej Instytutu Muzyki Wydziału Artystycznego UMCS.

Estrada, piosenka autorska:
- laureat Studenckiego Festiwalu Piosenki w Krakowie.
- laureat Spotkań Zamkowych "Śpiewajmy Poezję" w Olsztynie.
- 11 lat w składzie Federacji, setki koncertów w kraju i za granicą, 7 płyt CD zespołu[2].

W kompozycjach i aranżacjach utworów wyraźnie słyszalne wpływy muzyki klasycznej (np. "Roxolania", "W rytmie bolera").

## Pseudonim artystyczny
Dwuścieżkowy przebieg kariery artystycznej symbolizuje przyjęcie pseudonimu "Piotr Selim". W pracy na uczelni i na koncertach muzyki poważnej występuje jako Piotr Chilimoniuk. Jako bard-pieśniarz i "klawiszowiec" (w macierzystej Lubelskiej Federacji Bardów i solo) znany jest jako Piotr Selim.

## Dyskografia
W rytmie bolera - płyta kompaktowa wydana przez Dalmafon w 2012 roku, koncert-premiera płyty - 21.06.2012 w Filharmonii Lubelskiej.